# Volksbad
Volksbad (på dansk Folkets bad) er et kulturhus, beliggende ved Skibsbroen tæt ved Nørreporten i Flensborg. Huset blev opført i 1901 som offentligt svømmebad. Siden 1981 har huset fungeret under navnet Volksbad som alternativt kulturcenter. Kulturhuset drives af Foreningen til fremme af kultur og kommunikation.

## Eksterne links
- Wikimedia Commons har flere filer relateret til Volksbad
- Kulturhuset Volksbad (tysk)

54°47′44.97″N 9°25′51.06″Ø / 54.7958250°N 9.4308500°Ø